# دايفيد أوكونور
دايفيد أوكونور (بالإنجليزية: David O'Connor)‏ هو عالم إنسان أسترالي، ولد في 5 فبراير 1938.